# 夏威夷君主列表
夏威夷君主列表是指1795年到1893年間存在的夏威夷王國國王列表

## 任期

### 卡美哈梅哈王朝
- 1795-1818年：卡美哈梅哈一世（即卡美哈梅哈大帝）
- 1818-1824年：卡美哈梅哈二世
- 1824-1854年：卡美哈梅哈三世
- 1855-1863年：卡美哈梅哈四世
- 1863-1872年：卡美哈梅哈五世

### 卡莱胡瑪胡王朝（英语：House of Kalaimamahu）
- 1873-1874年：路納利羅

### 卡拉卡瓦王朝（英语：House of Kalākaua）
- 1874-1891年：卡拉卡瓦
- 1891-1893年：利留卡拉尼（唯一女王）

## 歷任國王肖像

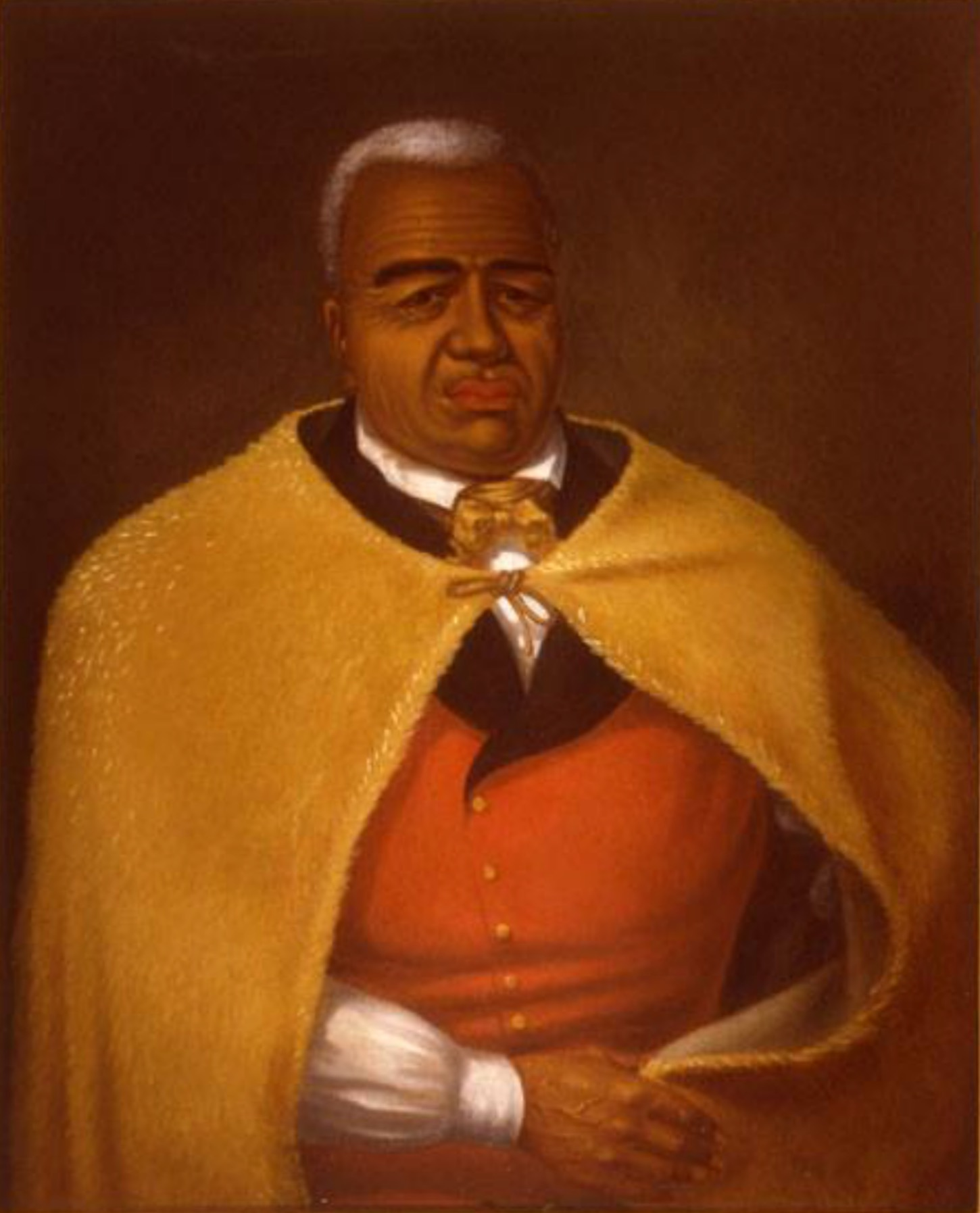
卡美哈梅哈一世 Paiʻea
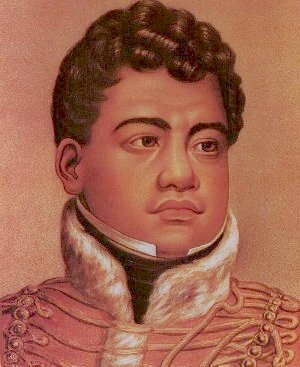
卡美哈梅哈二世 Liholiho
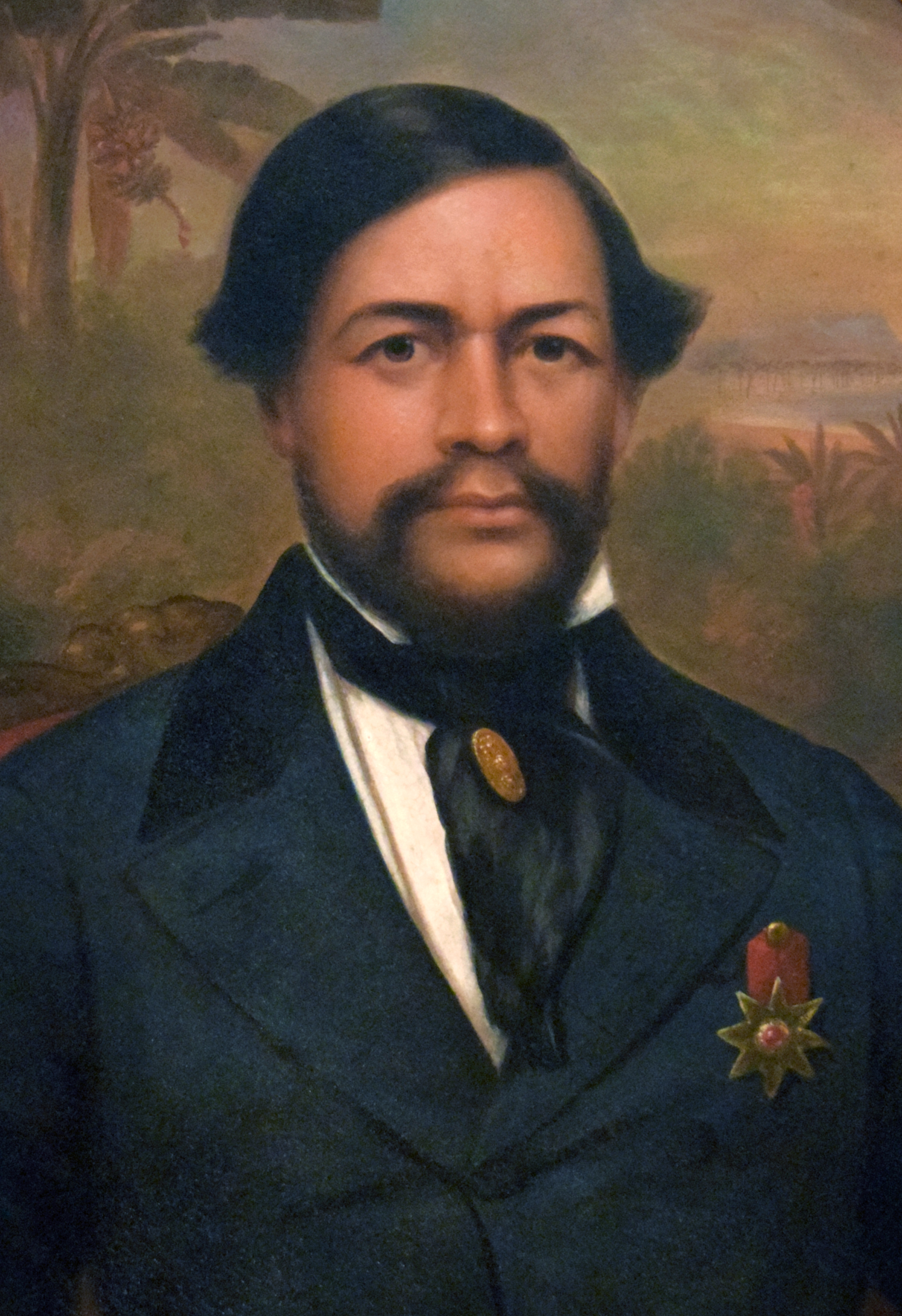
卡美哈梅哈三世 Kauikeaouli
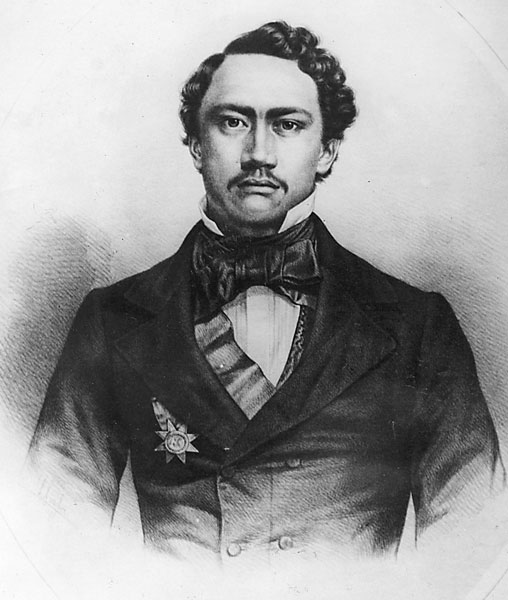
卡美哈梅哈四世 Alexander Liholiho ʻIolani
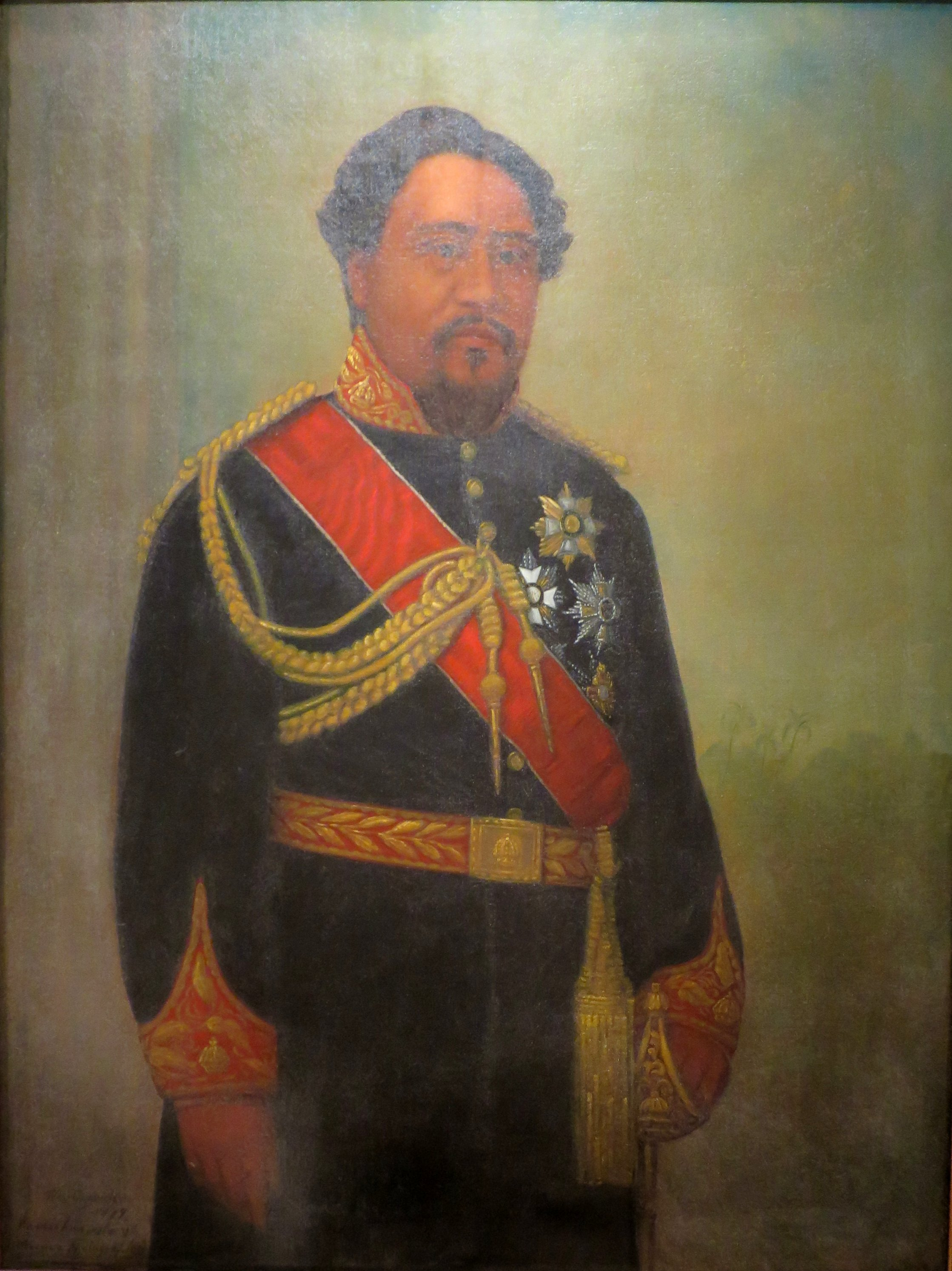
卡美哈梅哈五世 Lot Kapuāiwa
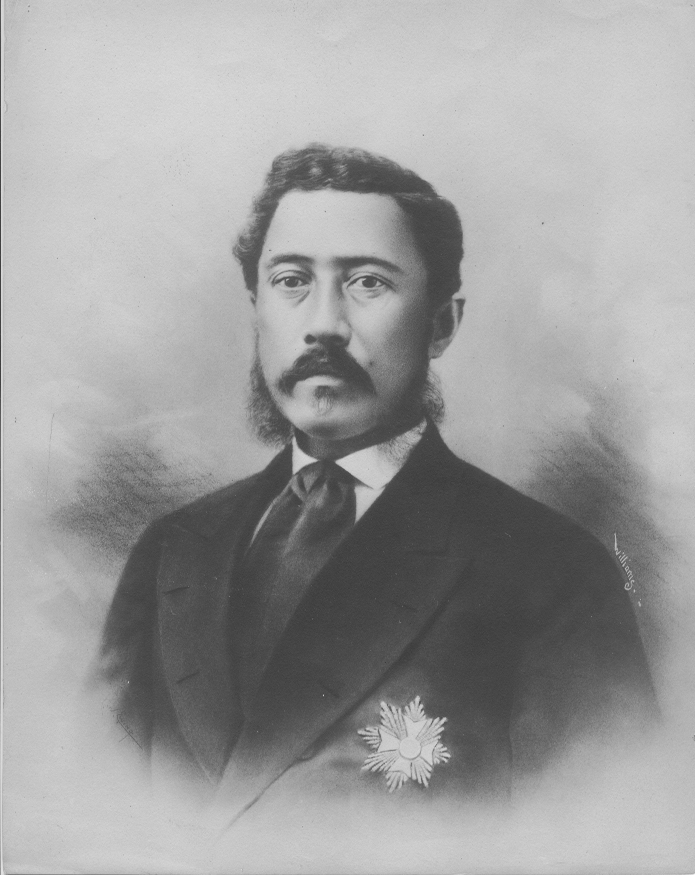
路納利羅 Lunalilo
卡拉卡瓦 Kalākaua
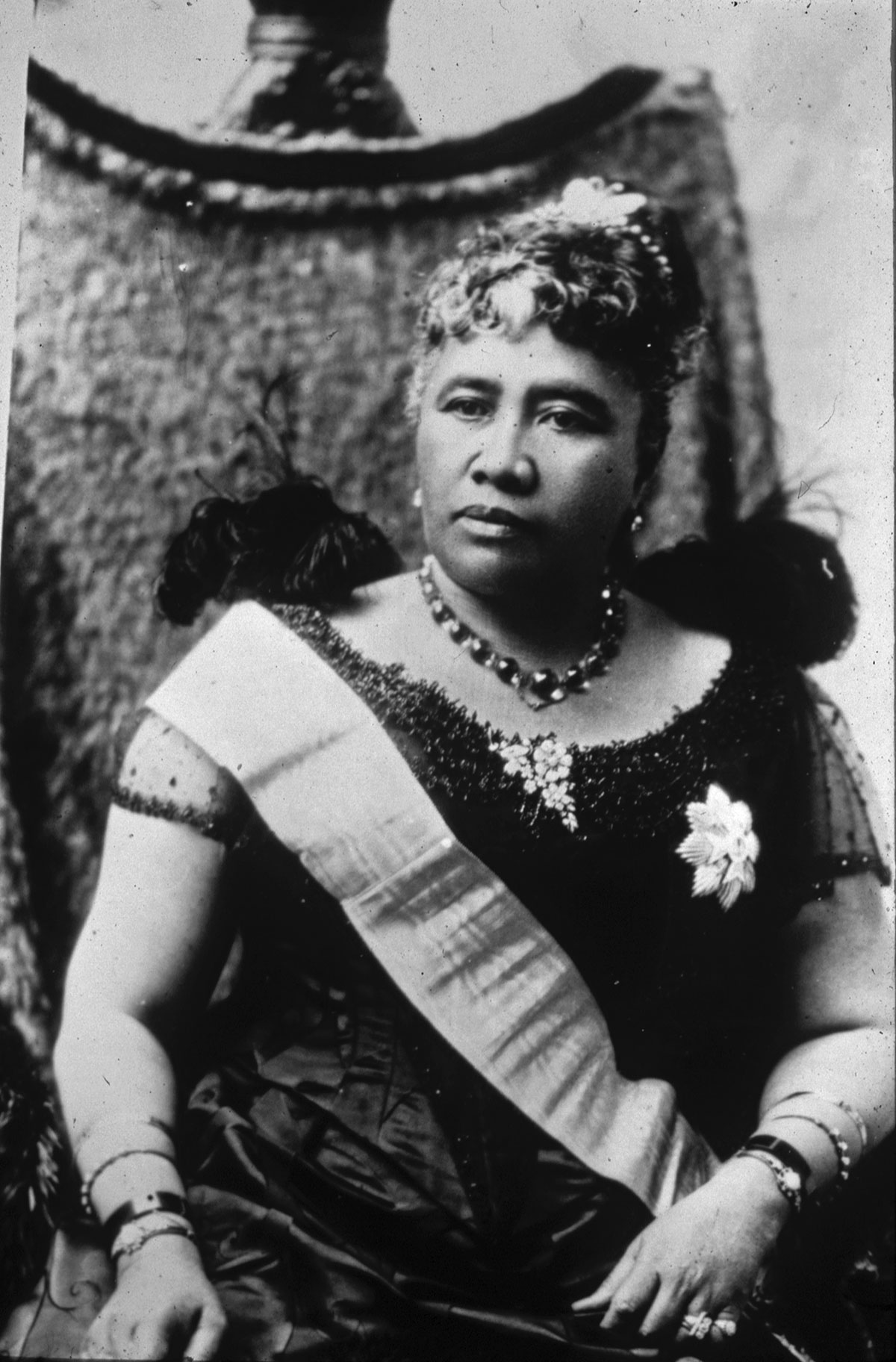
利留卡拉尼女王 Liliuokalani